# El Sombero (La Orotava)
El Sombrero, je stolová hora vulkanického původu v Národním parku Teide na ostrově Tenerife na Kanárských ostrovech ve Španělsku. Vrchol má nadmořskou výšku 2532 m. Vrchol hory se nachází na území obce La Orotava (v comarce Valle de Orotava) a část hory na území obce Adeje (v jihozápadní comarce Isora.) v provincii Santa Cruz de Tenerife.

## Historie a popis místa
Tvar hory připomíná klobouk (španělsky „sombrero“) a od toho byl odvozen i její název. Hora leží na hranici kaldery dávného výbuchu sopky. Na vrchol se lze nejlépe dostat výstupem po místy až strmém skalnatém svahu a po neznačených trasách ze silnice TF-21. Níže položené části trasy jsou v lesnatém terénu a zbytek vede skalním terénem. Vrchol nabízí panoramatický výhled na Pico del Teide, Pico Viejo, Montaña Blanca a další hory, Roques de García, Národní park Teide, přírodní park Parque natural de la Corona Forestal, kalderu a jižní pobřeží Tenerife včetně blízkých ostrovů. Je dobré pamatovat, že na trase není žádný zdroj vody.

## Další informace
V blízkosti se nachází stejnojmenná hora El Sombrero de Chasna s nadmořskou výškou 2407 m na území obce Vilaflor.

## Galerie

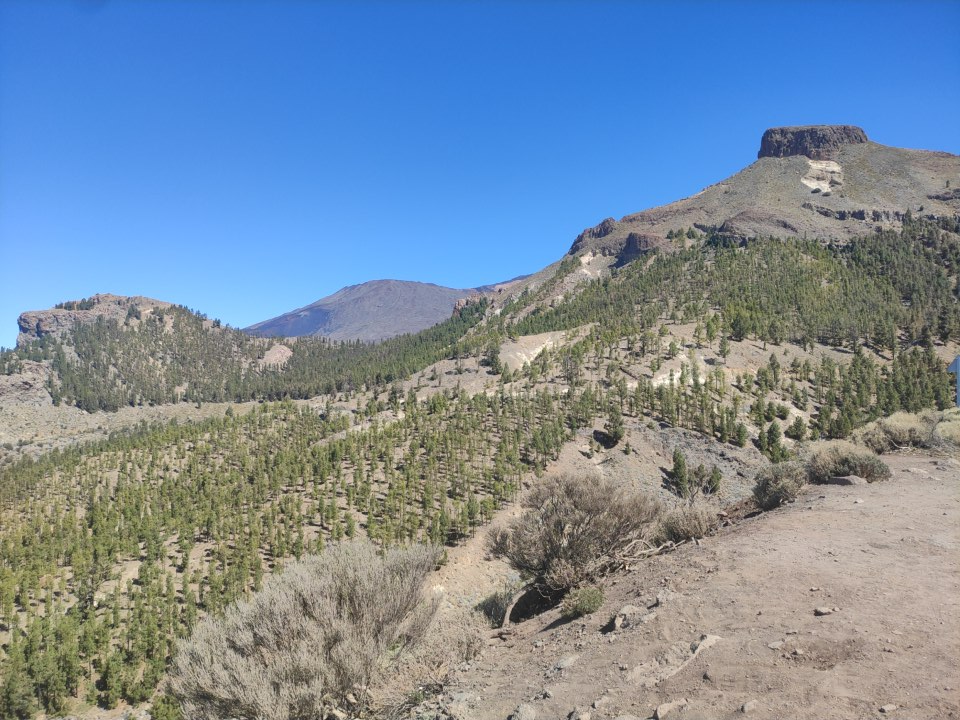
Hora a její okolí
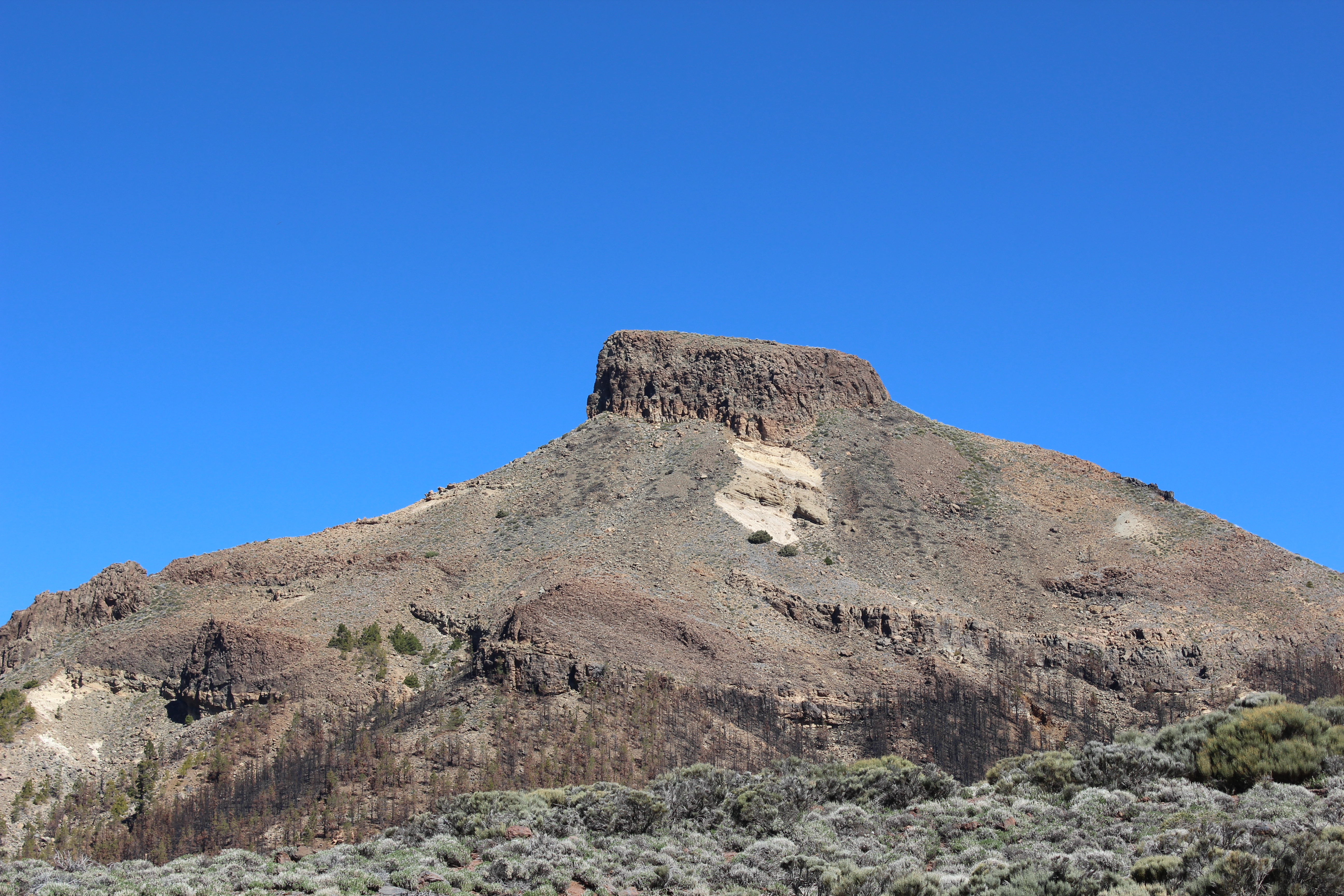
Hora